# Fis (dźwięk)
Fis (F♯) – dźwięk, którego częstotliwość dla fis¹ wynosi około 370 Hz. Stanowi tonikę gam Fis-dur i fis-moll. Jest to podwyższony za pomocą krzyżyka dźwięk f. Enharmonicznie dźwięki o tej samej wysokości to ges i eisis.